# Фокінський район (Брянськ)
Фокінський район — один з адміністративних районів Брянська. Району адміністративно підпорядковане селище міського типу Білі Береги. Населення — 72429 осіб (2010 рік), що становить 17,7% населення міста.

## Історія
Роком заснування Фокінского району вважається 1896 рік. Виникнення Льговського селища (нині Фокінскій район) пов'язане з розвитком залізничного будівництва на Брянщині в другій половині XIX століття. У середині 1890-х років тут почалося будівництво залізничної станції (нині — станція Брянськ-Льговський), навколо якої пізніше виникло житлове селище, і також отримало назву Льговське. З квітня 1921 року Льговське селище було включено до складу міста Брянська, а 30 травня того ж року, в пам'ять активного учасника революційних подій на Брянщині І. І. Фокіна, селище було перейменовано на Фокінске.
Під час окупації міста в роки Другої світової війни Фокінскій район називався «Брянськ-Південний».

## Підприємства та організації
У Фокінскому районі знаходиться вантажний залізничний термінал «Брянськ-2», розміщені виробничі потужності компанії «Мелькрукк», знаходяться «Брянський м'ясокомбінат», «завод Літій», «Дизельний завод».

## Інфраструктура
Фокінскій район витягнутий уздовж головної своєї магістралі — Московського проспекту, найбільшого у місті. Багато вулиць району носять ім'я революційних діячів часів громадянської війни: Котовського, Чапаєва, та інших.

## Визначні місця
Героїчні подвиги жителів місцевості в роки Другої Світової війни відображають пам'ятники, встановлені на території району:
- У сквері по вулиці Богдана Хмельницького в 1965 році встановлено п'ятиметровий пілон з граніту на бетонному постаменті. Біля підніжжя пам'ятника горить Вічний вогонь. Тут проходять урочистості, присвячені Дню Перемоги (9 травня) і Дню визволення міста Брянська від німецько-фашистських загарбників (17 вересня).
- У 1970 році у будівлі школи № 27 (нині ліцей № 27) споруджено пам'ятник героям-комсомольцям — Володимиру Рябко, Вале Сафронової та Ігорю Кустову. Всі вони в різний час навчалися в цій школі. За скоєні в роки Вітчизняної війни подвиги вони були посмертно удостоєні високого звання Героя Радянського Союзу.
- При в'їзді в Фокінскій район з центру Брянська поруч з мостом через річку Десна височить пам'ятник гвардійським танкістам. Вони одними з перших увірвалися в центральну частину міста 17 вересня 1943 року. Відкрито пам'ятник в 1968 році на честь 25-ї річниці визволення міста.
- На честь ратного подвигу воїнів-водіїв на шосе А141 «Брянськ-Орел» недалеко від міської межі, поруч із селищем Осикова Гірка, у вересні 1968 року відкрито перший в країні пам'ятник воїнам-водіям.